# Foltosfarkú cápa
A foltosfarkú cápa (Carcharhinus sorrah) a porcos halak (Chondrichthyes) osztályának kékcápaalakúak (Carcharhiniformes) rendjébe, ezen belül a kékcápafélék (Carcharhinidae) családjába tartozó faj.

## Előfordulása
A foltosfarkú cápa előfordulási területe az Indiai- és a Csendes-óceánokban, valamint a Vörös-tengerben van. Afrika keleti partjaitól (beleértve Madagaszkárt, Mauritiust és a Seychelle-szigeteket) kezdve egészen a Fülöp-szigetekig, Kínáig és Ausztráliáig sokfelé megtalálható. A Salamon- és a Santa Cruz-szigeteknél is vannak állományai. Az ádeni-öböli, az ománi-öböli és a srí lankai előfordulása ezidáig csak feltételezett.

## Megjelenése
Ez a cápafaj legfeljebb 160 centiméter hosszú és 28 kilogramm testtömegű. Ennek a kisméretű cápának a testalkata orsó alakú és hosszúkás; a feje lekerekített orrban végződik. Szemei nagyok és kerekek. Fűrészes fogain kiemelkedés látható. A második hátúszója nagyon alacsonyan fekszik; a két hátúszó között kiemelkedés van. A második hátúszó, a mellúszók és a farokúszó alsó nyúlványának a végén jól kivehető sötét folt van; az első hátúszón ez a folt vékonyabb; a hasúszókon és a farokúszó felső nyúlványán hiányzanak a foltok. Háti része szürke vagy szürkésbarna; hasi része fehér. A szemek és a kopoltyúnyílások között aranybarna árnyalat van, amely az elpusztult példányoknál eltűnik. Az oldalain a hasúszók és a farokúszó között egy sötét sáv húzódik.

## Életmódja
Trópusi cápafaj, amely főleg a tengervízben él, de a brakkvízbe is beúszik. Főleg a korallzátonyok közelében tartózkodik; 140 méter mélyre is leúszhat, bár általában csak 1-73 méter mélyen található meg. Habár általában a kontinentális selfeken és a szigetek környékén figyelhető meg, amely általában csontos halakból, fejlábúakból és rákokból áll. Nappal a tengerfenék közelében tartózkodik; éjszaka pedig feljön a felszínre. Gyakran a partoktól 50 kilométeres távolságra is kiúszik; 1000 kilométeres távolságban is megfigyelték már.
Legfeljebb 8 évig él.

## Szaporodása
Elevenszülő cápafaj; a peték kiürülő szikzacskója méhlepényszerűen kapcsolódik a nőstény szöveteihez. Egy alomban általában 3 kölyökcápa van; de 1, vagy akár 8 is lehet. Születésekor a kis foltosfarkú cápa 50 centiméter hosszú; első életévében 25 centimétert nő. Párosodáskor a hím és a nőstény egymáshoz simul. A vemhesség 10 hónapig tart; az ellések többsége januárban zajlik le. Évente egyszer szaporodik.

## Felhasználása
Ezt a szirticápát csak kisebb mértékben halásszák. Mellékfogásként is belekerülhet a hálókba. Frissen, szárítva és sózva árusítják. Az úszóit az cápauszonyleveshez használják fel. Májából vitamindús májolajokat készítenek. Tenyésztett halak táplálékául is szolgálhat.

## Képek

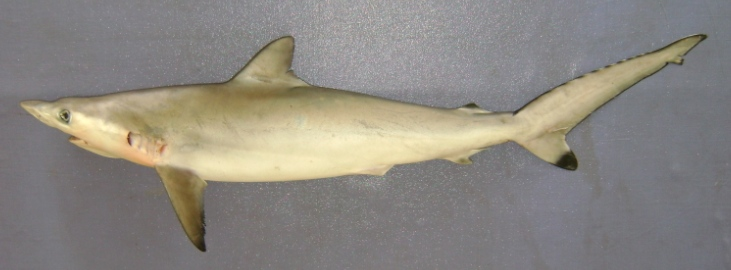
kifogott
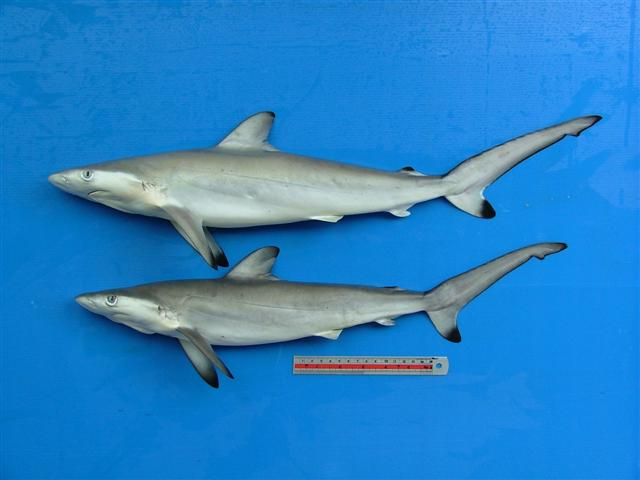
példányok
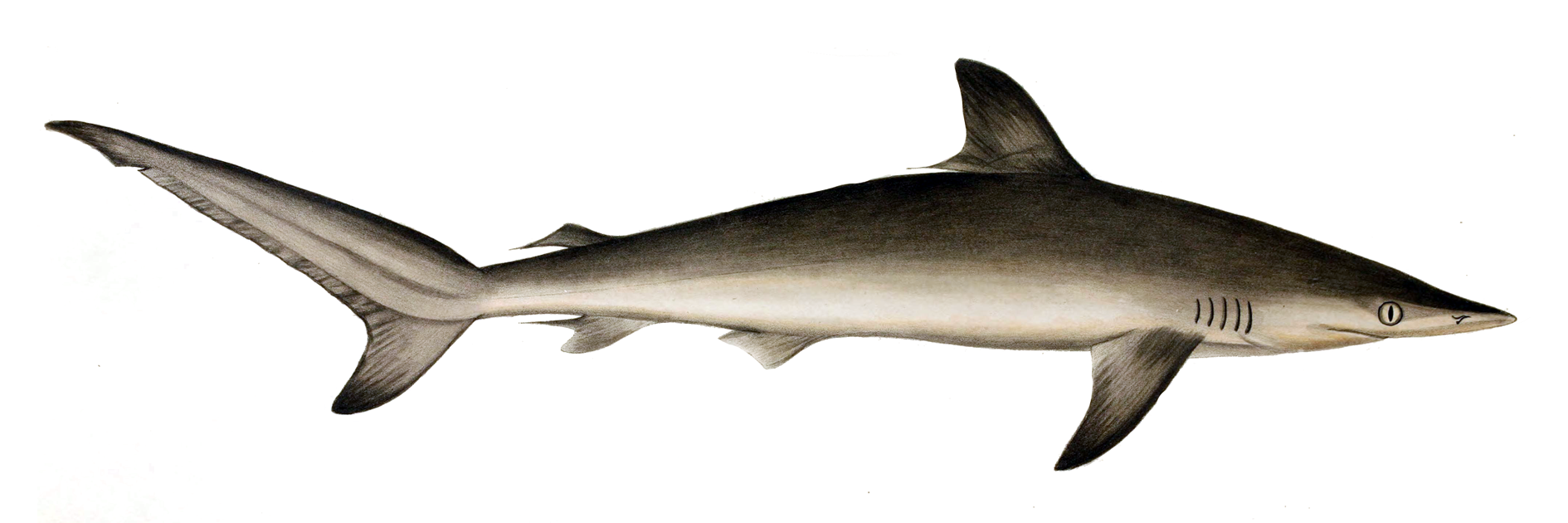
rajz a cápáról